# Nonnula ruficapilla
Nonnula ruficapilla е вид птица от семейство Bucconidae.

## Разпространение
Видът е разпространен в Боливия, Бразилия и Перу.